# 核宇宙編年學
核宇宙編年學，也稱為宇宙編年學，是相對來說使用較新的技術來確定天文物理物件和事件的時間尺度。這種技術使用重放射性核種的豐度計算天文物件形成的年齡，類似於地質年代學領域內時髦的岩石定年。
核宇宙編年學已經成功的使用計算出太陽的年齡（45.7±0.2億年）和銀河薄盤面的年齡（(8.8±1.8)×109 y），以及其它的。它也曾用來估計銀河系本身的年齡，例如最近對银晕中凱雷爾星(Cayrel's Star)所做的研究。精確度的限制因素來自被觀測天體的暗弱程度，更重要的或許是，參予r-過程元素的原始豐度不確定性。

## 歷史
核宇宙編年學的首次使用是在1929年，由欧内斯特·卢瑟福（Ernest Rutherford）所提出，他在發現鈾有兩種半衰期不同的天然放射性同位素後不久，就試圖利用比值來判斷鈾的產生時間。 他假設鈾是在同一時刻產生的，因此認為兩者的豐度相等，並運用天體物理學的錯誤假設，推算出約60億年的錯誤年齡。他開創了用放射性母元素及其穩定衰變產物的豐度比值來計算年齡的想法。
根據同事們撰寫的悼念文章，現代核宇宙時代學的很大一部分都是從約翰·雷諾茲（物理學家）（John Reynolds）和他的學生的工作中成長起來的。
與模型無關的技術是在1970年開發的。